# Cinéma azerbaïdjanais

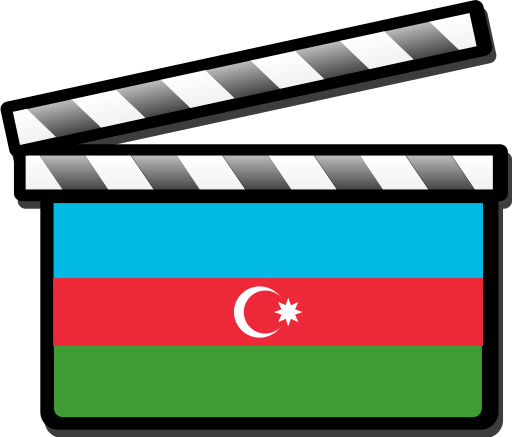

Le cinéma azerbaïdjanais désigne la production cinématographique de l'Azerbaïdjan. Le cinéma azerbaïdjanais est des premiers cinémas dans le monde et une cinématographie nationale a été créée dans les années 1920,. 
Il a connu une importante crise durant les années 1990 et compte, depuis les années 2000, de nouveau prolifique,.

## Histoire

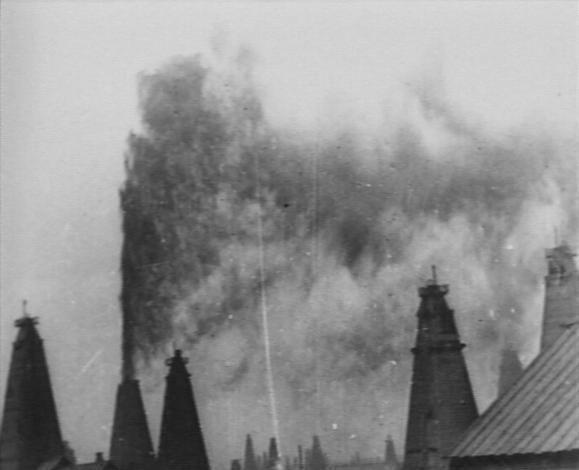
Puits de pétrole à Bakou. Vue de près, le premier film produit en Azerbaïdjan et l'un des premiers films du monde (1898).

### Débuts
Un Français, industriel dans le domaine du pétrole, introduit le cinéma en Azerbaïdjan, alors partie de l'Empire russe, en 1898 : Alexandre Michon (1858-1921), fondateur du premier cercle photographique de Bakou, auteur de nombreux témoignages photographiques sur la vie quotidienne de la ville et sur l’exploitation pétrolière entre 1879 et 1905, commence à filmer la capitale azérie à partir de 1898. Une dizaine de ses fims subsiste, dont Puits de pétrole à Bakou. Vue de près, The Folk Dance of Caucasus (en). 
La première projection de ces documentaires sur le quotidien local a lieu le 1er août 1898 à Bakou. Le cinéma vient de faire son entrée en Azerbaïdjan. 
Poursuivant et enrichissant la technique documentaire de Michon, Vassil Amachoukéli, l’un des fondateurs du cinéma géorgien, réalise à son tour toute une série de films documentaires sur Bakou entre 1907 et 1910.

### Années 1910

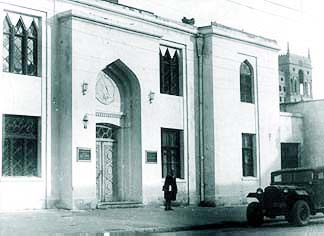
Le premier studio de cinéma à Bakou établi dans les années 1920. L'emplacement du studio était derrière le Palais du Gouvernement de Bakou (en haut à droite). Le bâtiment n'existe plus.

En 1915, une compagnie belge ouvre à Bakou la première entreprise de production cinématographique du pays. Les réalisateurs invités sont essentiellement russes. Le plus connu d’entre eux est Boris Svetlov, auteur en 1916 de Dans le Domaine du Pétrole et des Millions, dans lequel jouait le célèbre acteur azéri Huseyn Arablinski. Dans les premières fictions tournées en Azerbaïdjan, les rôles de femmes sont tenus par des hommes ou, à la rigueur, par des femmes russes. Les femmes azéries à cette période, encore voilées et souvent confinées au foyer, n’ont à l’époque pas leur place dans les castings.
Les années de 1910 à 1920 sont particulièrement productives pour le cinéma azéri. Une vingtaine de films sont tournés au cours de cette décennie, qui révèle un réalisateur d’envergure, Abbas Mirza Charifzadé :List of Azerbaijani films before 1920. 

### Période soviétique

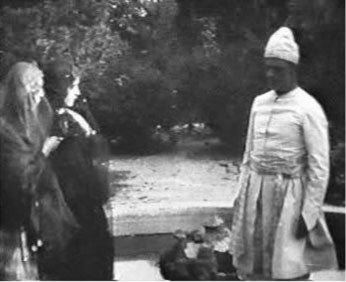
Premier film soviétique d'Azerbaïdjan, « Légende de la Tour Vierge » (1924).

À partir de 1920, la production cinématographique azérie est nationalisée et entièrement contrôlée par l’administration de l'Union soviétique. Une compagnie de production cinématographique est créée (Azerbaïdjanfilm), supervisée dès 1923 par l’Institution des Photographies et des Films d’Azerbaïdjan à la fois bureau de censure et directeur politique. Jusqu’à la chute de l'Union Soviétique, c’est donc l’idéologie qui domine le contenu des scénarios de films, même si celle-ci se fonde parfois sur des légendes ou des traditions locales.

### Années 1940
En 1940, les réalisateurs Mikhaïl Mikhaïlov et Vladimir Yeremeyev réalisent un documentaire intitulé Vingtième printemps à l'occasion du XXe anniversaire de l'établissement du gouvernement soviétique en Azerbaïdjan. Pendant la Seconde Guerre mondiale, en 1941 et 1942, de courts films sonores "Le fils de la patrie"et Bakhtiyar (réalisateur A. Gouliyev), consacrés aux héros de Kamal Gassimov et Bakhtiyar Karimov, ont été tournés. Dans les mêmes années, «Sabouhi» reflétant la vie et l'activité de Mirza Fatali Akhoundov ont été créés par le réalisateur A.I.Beynazarov et Rza Tahmassib. En 1943, les réalisateurs G.V.Aleksandrov, R.Tahmasib et M.Mikayilov ont tourné le film en trois parties " Une famille" et " Le sous-marin T-9". Ces films étaient consacrés à l'héroïsme des marins à l'époque de la Seconde Guerre mondiale. Dans les années 1940, un groupe de réalisateurs de films documentaires et d’opérateurs s’est rendu en première ligne et a enregistré l’héroïsme des soldats. Entre 1943 et 1945, Pour la patrie (I.Afandiyev), Soins (A.Gouliyev), Réponse à la lettre et Les Caspians (G. V. Aleksandrov et N.I. Bolchakov), consacrés à l'héroïsme des marins caspiens, sont les films les plus remarquables.
En 1945, le réalisateur Huseyn Seyidzade tourne le documentaire Le pays des feux éternels à l'occasion du XXVe anniversaire de la fondation du gouvernement soviétique. La même année, la comédie musicale "Archine Mal Alan" de U.Hajibeyov passe à l'écran Les réalisateurs Rza Tahmassib et Nicolas Lechenko ont fait une brillante comédie de réalité gardant le style national et le sens de l'humour de l'Azerbaïdjan. Le film a remporté un succès non seulement en Azerbaïdjan et en URSS, mais également dans de nombreux pays du monde. Archin Mal Alan sont allés chercher les réalisateurs R.Tahmassib et N.Lechenko, le compositeur Uzeyir Hajibeyov et les acteurs Rachid Behboudov, Leyla Badirbayli, Adila Husseynzade, Munevver Kalantarli et Lutfali Abdoullayev, lauréats du Prix d'État de l'URSS en 1946. Dans la série télévisée La jeune génération et L'Azerbaïdjan soviétique(ancien nom Ordre-ours Azerbaïdjan) ont commencé à paraître.

### Années 1950
Les années suivant la Seconde Guerre mondiale sont dominées par la production de comédies musicales, dont le précurseur Rza Takhmassib avec son Colporteur de tissus. Les années de 1950 à 1960 marquent une diversification des genres et des thématiques, avec la réalisation de films d’horreur, de westerns, de mélodrames, de contes et de films historiques. La caractéristique commune à cette période est la forte empreinte poétique des scénarios azéris.

### Années 1970
Les années 1970 sont particulièrement prolifiques, avec la réalisation de 45 films, dont la majorité traite d’événements historiques azéris. Les années 1980 voient l’apparition de thèmes plus sociaux, liés à une quête d’identité azérie et au pessimisme croissant face à l’effritement du bloc soviétique. Toute cette période soviétique est dominée par des Azéris formés en Russie, qu’ils soient réalisateurs, acteurs ou techniciens. Les scénarios sont soumis à une censure impitoyable (un peu plus souple pour les films dit de la perestroïka, sous le règne de Mikhaïl Gorbatchev entre d'avril 1985 à décembre 1991), ce qui n’exclut pas une production parfois de qualité. 
Ainsi le film Painful Roads, réalisé par Tofiq Ismailov en 1982, a été choisi en 1989 par un groupement de producteurs américains comme l’un des 17 meilleurs films soviétiques.

### Cinéma en République d'Azerbaïdjan
Depuis l’indépendance de l'Azerbaïdjan en 1991, particulièrement pendant les années 1990, le cinéma azéri est en panne sèche. Le manque de qualifications et l’absence de moyens financiers met une halte drastique à la production locale. Le pays s’enorgueillit néanmoins d’un Oscar du cinéma obtenu par Rustam Ibragimbekov scénariste de Soleil trompeur réalisé par Nikita Mikhalkov. 
L’indépendance de l'Azerbaïdjan permet l’apparition de films politiques, centrés sur l’histoire récente ou sur les événements contemporains touchant l’Azerbaïdjan : la guerre du Haut-Karabagh entre 1988 et 1994 y compris le massacre de Khodjaly par les troupes arméniennes, en 1992 et le Janvier Noir, un massacre par les troupes soviétiques en 1990, sont ainsi régulièrement traités par les réalisateurs azéris.
Le principal réalisateur depuis l'indépendance est Rasim Ojagov (1933-2006), auteur du mélodrame Takhmina (en), en 1993, et de la tragi-comédie Une version d’Istanbul, en 1995. 
Puis, une toute jeune génération commence à émerger : Vagif Mustafayev, Ayaz Salayev et Yaver Rzayev font partie des jeunes réalisateurs qui tentent d’explorer de nouvelles voies pour le cinéma azéri.
En 2002, le réalisateur iranien Mehdi Parizad, a tourné un documentaire sur la réalisation de films azéris.
Le 10 janvier 2005, une partie sur le cinéma azéri s'est ouvert au Musée des Arts Contemporains de Téhéran.

## Galerie

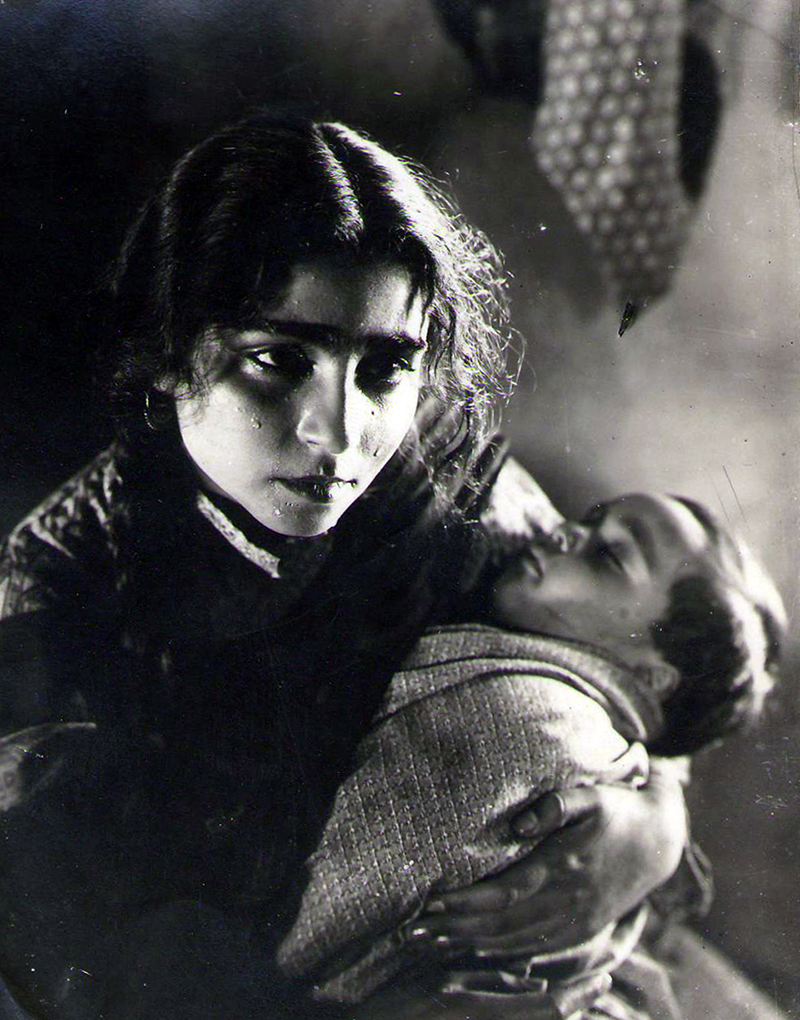
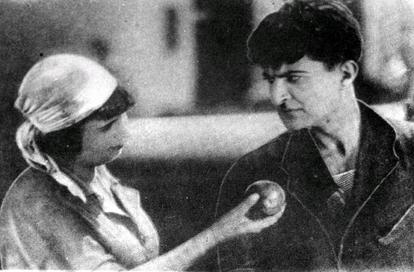
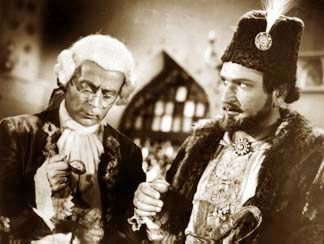

## Films
- Liste de films azerbaïdjanais (en)
- Liste des films azerbaïdjanais proposés à l'Oscar du meilleur film étranger (en)
- Liste de films azerbaïdjanais des années 2010 (en)

## Institutions
- Centre de cinéma Nizami (Bakou)

### Festivals
Créé par Rustam Ibragimbekov, le Festival international du film de Bakou décerne chaque année en septembre, et c'est le plus grand festival de cinéma du Caucase.
Depuis 2013, se tient à Bakou le Festival international du film de tourisme de Bakou.

## Cinéastes
- Réalisateurs azéri
- Scénaristes azéri
- Acteur azéri
- Liste de producteurs de cinéma azerbaïdjanais (en)

### Avant 1955
- Aga Rza Kuliev (1898-1976) : Les amis (1934), Le nouvel horizon (1940), Le fils de la patrie (1941), Bakhtiar (1942), Les rochers noirs (1956), Le matin (1960)
- Aleksandr Litvinov (1898-) : Le mineur pétrolier au repos et à la cure (1924), Œil pour œil, gaz pour gaz (1924), Sur divers rivages (1926)
- Abas-Mizra Sarif-Zade (Safirov) (1892-1937) : Au nom de Dieu (1925), Gadji-Kara (1928), Le jeu de l'amour (1936)
- Rza Abas-Kuli-Ogly Tahmasib (1894-) : Saboukhi (1941), Une famille (1943), Archin mal-alan (1945), Les Feux de Bakou (1950), Ainsi naît une chanson (1957)
- Abbas Mirza Sharifzadeh (1893-1938)

### 1955-1980
- Azder Ibragimov (1919-) : Amis d'enfance (1957), Son grand cœur (1959), Une fois en automne (1962), Deux soldats (1962), Les 26 commissaires de Bakou (1965), Les affaires de cœur (1973), Mon amour, ma tristesse (1975)
- El'dar Tofik-ogly Kouliev (1941-) : Il était une fois (1967), Dans cette ville du sud (1970), La principale interview (1969), Fillettes, le bonheur est pour vous (1972), Vent arrière (1973), 'Cœur, cœur... (1975), La baie de la joie (1977), Babek (1979)
- Samil Mahmudbekov (1924-) : Romeo, mon voisin (1963), La noiraude (1965), Terre, mer, feu, ciel (1967), Le pain partagé (1969)
- Ljatif Basir-ogly Safarov (1920-1963) : La chanson préférée (1955), Sous un ciel torride (1957), Le dit de l'amour (1961)
- Gasan Seidbejli (1920-) : La téléphoniste/standardiste (1962), L'île des miracles (1963), Pourquoi te tais-tu ? (1966), Je me souviens de toi, maître (1969), Chercher la femme (1970), Nassimi (1973), Le prix du bonheur (1976)
- Tofik Tagi-Zade (1919-) : Rencontre (1955), Rives lointaines (1958), Un ami véritable (1959), Je vais danser (1962), Archin mal-alan (1965), Je n'étais pas une beauté (1968), Mes sept fils (1970), La lumière des feux de camp éteints (1975)